# Listrac-Médoc
Listrac-Médoc es una comuna del departamento francés de la Gironda en la región de Aquitania. Es también un centro productor de vinos dentro de la región de Burdeos que produce el vino con la denominación de origen homónima.

## Demografía
| 1284            | 1328 | 1319 | 1521 | 1821 | 1854 |
| (Fuente: INSEE) |      |      |      |      |      |